# Невестин отац (филм из 2022)
Невестин отац (енгл. Father of the Bride) амерички је љубавно-хумористички филм из 2022. године у режији Гарија Алазракија, по сценарију Мета Лопеза. Темељи се на истоименом роману Едварда Стритера. Главне улоге глуме Енди Гарсија, Глорија Естефан, Адрија Архона, Изабела Мерсед, Дијего Бонета и Клои Фајнман. Трећа је филмска адаптација романа, после оригиналног филма из 1950. и римејка из 1991. године. Премијерно је приказан 16. јуна 2022. године за Warner Bros. Pictures и HBO Max.

## Радња
Дугогодишњи супружници Бил и Ингрид изненађени су када њихова најстарија ћерка Софија дође у Мајами у посету. Али изненађења тек стижу кад она најави новог дечка Адана и њихове планове за нови заједнички живот у Мексику.

## Улоге
| Глумац           | Улога                    |
| ---------------- | ------------------------ |
| Енди Гарсија     | Били Херера              |
| Глорија Естефан  | Ингрид Херера            |
| Адрија Архона    | Софија Херера            |
| Изабела Мерсед   | Кора Херера              |
| Дијего Бонета    | Адан Кастиљо             |
| Клои Фајнман     | Натали Ванс              |
| Педро Дамиан     | Хернан Кастиљо           |
| Енрике Мурсијано | Џуниор                   |
| Макарена Ачага   | Хулијета Кастиљо         |
| Ана Фабрега      | Ванеса                   |
| Лаура Харинг     | Масрела Кастиљо          |
| Рубен Рабаса     | Тим Волтер               |
| Марта Веласко    | Каридад „Чи Чи” Гонзалез |
| Шон Патрик Досон | Џуниор Млађи             |
| Хо-Кван Це       | Хуан                     |
| Мет Волш         | др Гари Сегер            |